# Маршальська Зірка

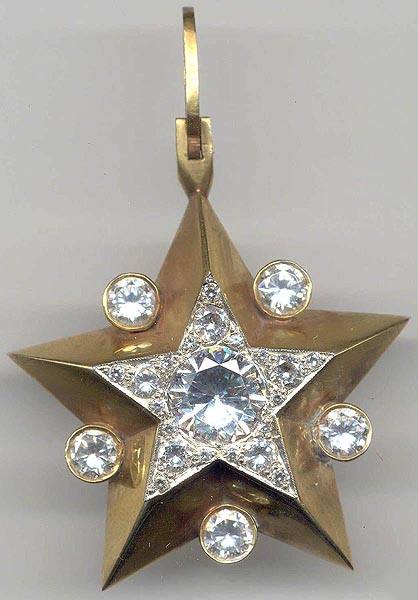
Маршальска Зірка Маршала Радянського Союзу (великого типу)

Ма́ршальська Зі́рка — почесний знак розрізнення вищих військових звань у Збройних Силах СРСР. Існувало два типи відзнаки «Маршальська Зірка». Обидві виготовлялися у вигляді п'ятипроменевої зірки із золота і платини з діамантами, що носиться при парадній формі на шиї (під коміром мундиру, а з 1955 року — на вузлі краватки).
Два типи Маршальської Зірки розрізняються розмірами і наявністю діамантів між променями. Офіційні їх назви змінювалися, залежно від того, які військові звання отримували право на їх носіння: умовно їх можна позначити як Маршальську Зірку «великого» і «малого» типу.

## Статус
Хоча обидва типи Маршальської Зірки і були знаком розрізнення, але, на відміну від погон і інших елементів форми, вони спеціально вручалися в урочистій обстановці, подібно до державних нагород; як правило, Зірку вручав особисто Голова Президії Верховної Ради СРСР.
Володареві Маршальської Зірки видавалася також особлива грамота. Після смерті або розжалування воєначальника Зірка підлягала здачі до Діамантового фонду. Таким чином, Маршальська Зірка була радянським аналогом маршальського жезла, що відвіку був почесним знаком розрізнення фельдмаршалів і маршалів в європейських арміях: він також вручався в урочистій обстановці і супроводжувався написом або грамотою. Мабуть навіть, що на введення радянської Маршальської Зірки 2 вересня 1940 року вплинули події літа того ж року, коли після розгрому Франції Гітлер вручив жезли фельдмаршалів цілому ряду вищих воєначальників Вермахту.

## Маршальська Зірка «великого» типу
Маршальська Зірка «великого» типу була знаком розрізнення звань Маршал Радянського Союзу (з установи, 2 вересня 1940) і Адмірал Флоту Радянського Союзу (з 3 березня 1955).
Має форму п'ятипроменевої золотої зіркі з гладкими двогранними променями на лицьовій стороні. В середині знаку вмонтована платинова п'ятипроменева зірка з діамантами; у центрі діамант вагою 2,62 карата, в променях 25 діамантів загальною вагою 1,25 карата. Між гранями променів розташовано 5 діамантів загальною вагою 3,06 карата.
Діаметр описаного кола золотої зірки 44,5 мм, платинової зірки 23 мм. Висота профілю «Маршальської Зірки» 8 мм. Оборотна сторона знаку плоска, з ажурами діамантів платинової зірки і діамантів, розташованих між гранями променів.
«Маршальська Зірка» за допомогою трикутного вушка у верхньому промені з'єдналася з напівовальним кріпленням розміром 14 мм, через яке протягнута муарова стрічка шириною 35 мм. Загальна вага маршальської відзнаки 36,8 г.
Загалом було виготовлено близько 200 таких зірок.

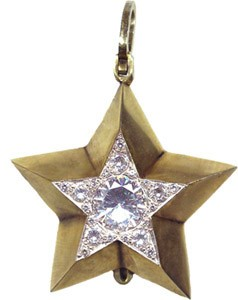
Маршальська Зірка генерала армії та маршала роду військ (малого типу)

## Маршальська Зірка «малого» типу
Маршальська Зірка «малого» типу була знаком розрізнення звань: маршал артилерії, маршал авіації і маршал бронетанкових військ (з моменту створення, 27 лютого 1943); маршал інженерних військ і маршал військ зв'язку (з 20 березня 1944), адмірал флоту (з 5 червня 1962), генерал армії (з 1 листопада 1974).
Як знак розрізнення звання Головний маршал роду військ формально не встановлювалася, проте де-факто Головні маршали після присвоєння їм цього звання зберігали Маршальську Зірку, яку мали по попередньому званню (маршала роду військ, а В. Ф. Толубко — генерала армії).
Має форму п'ятипроменевої золотої зіркі з гладкими двогранними променями на лицьовій стороні. Зверху на золоту зірку накладена п'ятипроменева зірка з платини меншого розміру. В центрі платинової зірки — діамант вагою в 2,04 карата. У променях платинової зірки — 25 діамантів загальною вагою 0,91 карата. Діаманти між променями золотої зірки відсутні.
Діаметр описаного кола золотої зірки 42 мм, платинової зірки 21 мм. Висота профілю Маршальської Зірки 8 мм. Оборотна сторона знаку плоска, з ажурами діамантів платинової зірки. Загальна вага становить 35,1 г.
Маршальська Зірка за допомогою трикутного вушка у верхньому промені з'єдналася з напівовальним кріпленням розміром 14 мм. Через вушко у верхньому промені протягнута муарова стрічка шириною 35 мм. Кольори стрічки розрізняються, залежно від роду військ. Для артилерії стрічка золотавого кольору, для авіації — блакитного кольору, для бронетанкових військ — кольори бордо, для інженерних військ — малинового кольору, для військ зв'язку — синього кольору, для адмірала флоту — бірюзового кольору.
«Малих» зірок виготовлено близько 370 штук.